# Savage (modelarstwo)
Savage - rodzina modeli zdalnie sterowanych produkowanych przez amerykańską firmę Hobby Products International (HPI), zaprezentowanych po raz pierwszy w 2001 roku. 
Są to modele terenowe w skali 1:8 o napędzie spalinowym. Ich konstrukcja opiera się na ramie. Wyposażone są w dwustopniową skrzynię biegów oraz dwa dyferencjały. Na każde koło przypadają po dwa długie amortyzatory. Model napędza silnik spalinowy o pojemnościach 3,5-5,9 cm3. 
Do zbiornika nalewa się paliwo modelarskie składające się z oleju rycynowego, nitrometanu i innych dodatków. Odpalać go można na dwa sposoby: za pomocą szarpanki lub rozrusznika elektrycznego. Steruje się nim poprzez specjalistyczną aparaturę radiową działającą w paśmie 27 MHz. 
Do dziś zaprezentowano pięć odmian modeli Savage. Są to: 
- Savage 21. Pierwszy Savage. Silnik 3,5 cm3. Brak tuningu fabrycznego. Odpalany szarpanką
- Savage 25 Silnik 4,1 cm3. Odpalany rozrusznikiem. Poprawione błędy konstrukcyjne poprzednika.
- Savage 3,5 Tańsza alternatywa Savage. Podstawowa wersja, bez tuningu. Nowy silnik 4,1 cm3
- Savage 4,6SS Sportowa odmiana Savage. Dużo tuningu, brak elektroniki w zestawie.
- Savage XL Najnowszy Savage, zaprezentowany na Targach Zabawek w Norymberdze. Model większy niż poprzednicy. Wydłużona rama i poszerzony rozstaw osi.